# 모토카리야 유이카
모토카리야 유이카(일본어: 本仮屋 ユイカ, 1987년 9월 8일 ~ )는 일본의 배우이다.
도쿄도 메구로구 출신. 스타더스트 프로모션 소속.

## 내력
10살 때 연예 사무소 테아트르 아카데미에 소속해, 《두근두근 사이언스》로 TV 첫 출연. 도쿄 도 메구로 구립 제9중학교, 니혼 대학 제1고등학교를 거쳐, 2010년에 니혼 대학 예술학부 연극학과를 졸업.

## 출연

### 드라마
- 낫짱네 제4·11화 (1998년 10월 24일·12월 12일, TV 아사히)
- 토요 와이드 극장 특급 차장 나가세 하루카의 사건부 (1999년 5월 29일, TV 아사히) - 나가세 하루카(소녀 시절) 역
- 야나기바시 모정 (2000년 8월 21일 ~ 12월 18일, NHK) - 오우메 역
- 3학년 B반 킨파치 선생님 (TBS) - 아오누마 미호 역
  - 제6시리즈 (2001년 10월 11일 ~ 2002년 3월 28일)
  - 제7시리즈 제11화 (2005년 1월 7일)
  - 파이널 (2011년 3월 27일)
- 하얀 그림자 그 이야기의 시작과 생명의 기억 (2003년 1월 2일, TBS)
- 사탕수수밭의 노래 (2003년 9월 28일, TBS/BS-i)
- 세상의 중심에서, 사랑을 외치다 (2004년 7월 2일 ~ 9월 10일, TBS) - 우에다 토모요 역
- 연속 TV 소설 파이트 (2005년 3월 28일 ~ 10월 1일, NHK) - 주연·키도 유 역
- 내가 걷는 길 (2006년 10월 10일 ~ 12월 19일, 칸사이 TV) - 오오타케 리나 역
- 타로와 지로~반성 원숭이와 나의 꿈~ (2007년 3월 17일, 후지 TV) - 케이코 역
- 부부도 (TBS) - 타카나베(나카모리) 와카바 역
  - 제1시리즈 (2007년 4월 12일 ~ 6월 21일)
  - 제2시리즈 (2009년 4월 15일 ~ 6월 24일)
- 스가타 산시로 (2007년 12월 6일, TV 도쿄) - 무라이 오토미 역
- Yuming Films~영화가 된 유밍 송스~ 〈리프레인이 외치고 있어〉 (2007년 12월 29일, NHK) - 주연·아카네 역
- 장미 없는 꽃집 (2008년 1월 14일 ~ 3월 24일, 후지 TV) - 안자이 루리 역
- 비욘드 더 브레이크 (2008년 4월 13일 ~ 8월 24일, BS 아사히) - 레이시 파머(더빙) 역
- 곤조 전설의 형사 (2008년 7월 2일 ~ 9월 10일, TV 아사히) - 엔도 츠루 역
- 고마워! 챤피~일본 첫 맹도견 탄생 이야기~ (2008년 9월 13일, 후지 TV) - 카아이 레이코 역
- 신의 물방울 제1화 (2009년 1월 13일, 닛폰 TV) - 와타누카 스즈카 역
- 쿠로베의 태양 제1부 (2009년 3월 21일, 후지 TV) - 타미코 역
- 기네 산부인과의 여자들 (2009년 10월 14일 ~ 12월 9일, 닛폰 TV) - 시마 에리나 역
- 엽기인걸 스나코 제5 ~ 6화 (2010년 2월 12일 ~ 19일, TBS) - 마치코 역
- 우리 집의 지상파 디지털 방송 분투기 (2010년 3월 22일·7월 24일, NHK) - 스즈키 나미 역
- 반장~진난서 아즈미반~ 시리즈3 (2010년 7월 5일 ~ 9월 20일, TBS) - 타치바나 미사키 역
- 비밀 (2010년 10월 15일 ~ 12월 10일, TV 아사히) - 하시모토 타에코 역
- 프로포즈 형제 제3 ~ 4밤 (2011년 2월 23일 ~ 24일, 후지 TV) - 이토 마오 역
- 파트너 season10 제5화 (2011년 11월 16일, TV 아사히) - 모리무라 야요이 역
- 추정 유죄 (2012년 3월 25일 ~ 4월 22일, WOWOW) - 오사다 미호 역
- 기적의 호스피스 (2012년 3월 28일, MBS) - 니시무라 사키 역
- 목요 미스터리 9 간호사·토다 아유코의 추리 카르테 (TV 도쿄) - 주연·토다 아유코 역
  - 제1작 (2012년 7월 11일)
  - 제2작 (2013년 10월 30일)
- 검은 10인의 쿠로키 히토미. 〈검은 파트타이머〉 (2012년 9월 9일, NHK BS 프리미엄) - 후지이 역
- 어떻게 좀 안될까요 (2012년 10월 21일 ~ 12월 16일, NHK BS 프리미엄) - 주연·카이세 라쿠코 역
  - 어떻게 좀 안될까요 2 (2014년 8월 3일 ~ 9월 21일)
- 이로도리히무라 제4화 (2012년 11월 5일, TBS) - 야마구치 모모카 역
- 레이디 조커 (2013년 3월 3일 ~ 4월 14일, WOWOW) - 스기하라 케이코 역
- 엉터리 히어로 (2013년 4월 4일 ~ 6월 27일, 요미우리 TV) - 쿠라타 나츠키 역
- 당신을 닮은 누군가 제1화 〈카하타레바나〉 (2013년 8월 13일, NHK BS 프리미엄) - 마츠무라 사토코 역
- 월요 골든 툇마루 형사 (2013년 9월 2일, TBS) - 요시무라 아사히 역
  - 툇마루 형사 2 (2015년 4월 27일)
- 민왕 (2015년 7월 24일 ~ 9월 18일, TV 아사히) - 미나미 마이 역

### 영화
- 웃는 개구리 (2002년, 오피스 시로우즈/미디어 박스) - 요시즈미 치사코 역
- 스윙 걸즈 (2004년, 토호) - 세키구치 카오리 역
- 바람의 잔향 (2004년, 영화 미학교) - 주연·사요코 역
- 러브 레터 푸른 연가 (2006년, 일본 출판 판매/오데사 엔터테인먼트) - 주연·나구모 유이 역
- Dear Friends (2007년, 토에이) - 마키 역
- 길상천녀 (2007년, CK 엔터테인먼트) - 아사이 유이코 역
- 파트너 -극장판- 절체절명! 42.195km 도쿄 빅 시티 마라톤 (2008년, 토에이) - 모리무라 야요이 역
- 드롭 (2009년, 카도카와 영화) - 미유키 역
- RAILWAYS 49세에 전차 운전사가 된 남자의 이야기 (2010년, 쇼치쿠) - 츠츠이 코우 역
- 와일드 7 (2011년, 워너 브라더스 영화) - 이와시타 코즈에 역
- FLY!~평범한 기적~ (2012년, 요시모토 크리에이티브 에이전시) - 호스테스 역
- 우리들이 있었다 전편/후편 (2012년, 토호/아스믹 에이스) - 야마모토 유리 역
- CM 타임 (2012년, 트리플 업) - 사토 마리 역
- 사채꾼 우시지마 Part2 (2014년, 토호 영상 사업부/SDP) - 유키미 역
- 피치걸 (2017년, 쇼치쿠)

### 무대
- 퍼레이드 (2012년 1월 16일 ~ 2월 5일, 갤럭시 극장/시어터 드라마 시티) - 코토미 역
- 우선, 아버지 (2015년 12월 3일 ~ 23일, 갤럭시 극장) - 지니 역

### 정보 프로그램
- 임금님의 브런치 (2012년 4월 7일 ~ 2015년 9월 26일, TBS/BS-TBS) - MC